# Ganguelia
Ganguelia là một chi thực vật có hoa trong họ Thiến thảo (Rubiaceae).

## Loài
Chi Ganguelia gồm các loài: